# Pescecyclops pilbaricus
Pescecyclops pilbaricus – gatunek widłonoga z rodziny Cyclopidae. Nazwa naukowa tego gatunku skorupiaków została opublikowana w 2004 roku na podstawie prac naukowych biologa Tomislava Karanovica.